# Cuddura
Con cuddura s'intende un tipo di ciambella intrecciata diffusa in tutta l'Italia meridionale. Essa può essere sia dolce che salata.
Viene indicata con diverse altre denominazioni (vedi di seguito) ed è riconosciuta con nove diverse denominazioni come prodotto agroalimentare tradizionale (P.A.T.) dal Ministero delle politiche agricole alimentari e forestali (Mipaaf) di cui cinque siciliane, tre calabresi e una pugliese e sarda.

## Etimologia
Il termine cuddura deriva dal greco antico: κολλύρα?, kollýra ("pagnotta") (cf. Koulourakia). Oggi il nome cuddura tende ad una vera e propria italianizzazione, ma è un dialettismo originario dell'Italia meridionale, diffuso con tutte le sue varianti in Sicilia, Calabria, parte della Puglia e della Basilicata, così come della Campania. Questa preparazione è altresì diffusa in alcune zone della Sardegna con il nome tipico di Coccoi cun s'ou. La forma a ciambella serviva anticamente ai pastori o ai viandanti per infilarla nel bastone o nel braccio e portarla comodamente con loro nei loro lunghi spostamenti.
Il termine cuddura è la forma base da cui poi derivano tutte le varie modificazioni ortografiche relative alle singole zone di produzione che identificano però prodotti da forno specifici tra loro simili ma a volte anche diversi nelle forme e negli ingredienti.

## Caratteristiche
La sua base è costituita da farina, acqua, lievito e sale. L'impasto lievitato viene condito in più modi. Un tipo viene condito con cipolla, pomodoro pelato, acciughe sotto sale a pezzi, salsiccia a pezzi, pecorino. Un secondo tipo viene condito con cipolla, broccoli crudi, formaggio, acciughe salate e salsiccia a pezzi. Un altro tipo viene condito con cipolla, patate crude affettate finemente, salsiccia a pezzi e pezzettini di acciughe dissalate, formaggio pecorino. Può essere mangiato caldo o freddo. Ne esistono anche versioni dolci.

### Sicilia

#### Cuḍḍureḍḍi
Per cuḍḍureḍḍi in alcune zone della Sicilia, si intendono dei dolcetti tipici natalizi in pasta frolla con ripieno di fichi secchi.

#### Cuḍḍura cu l'ova

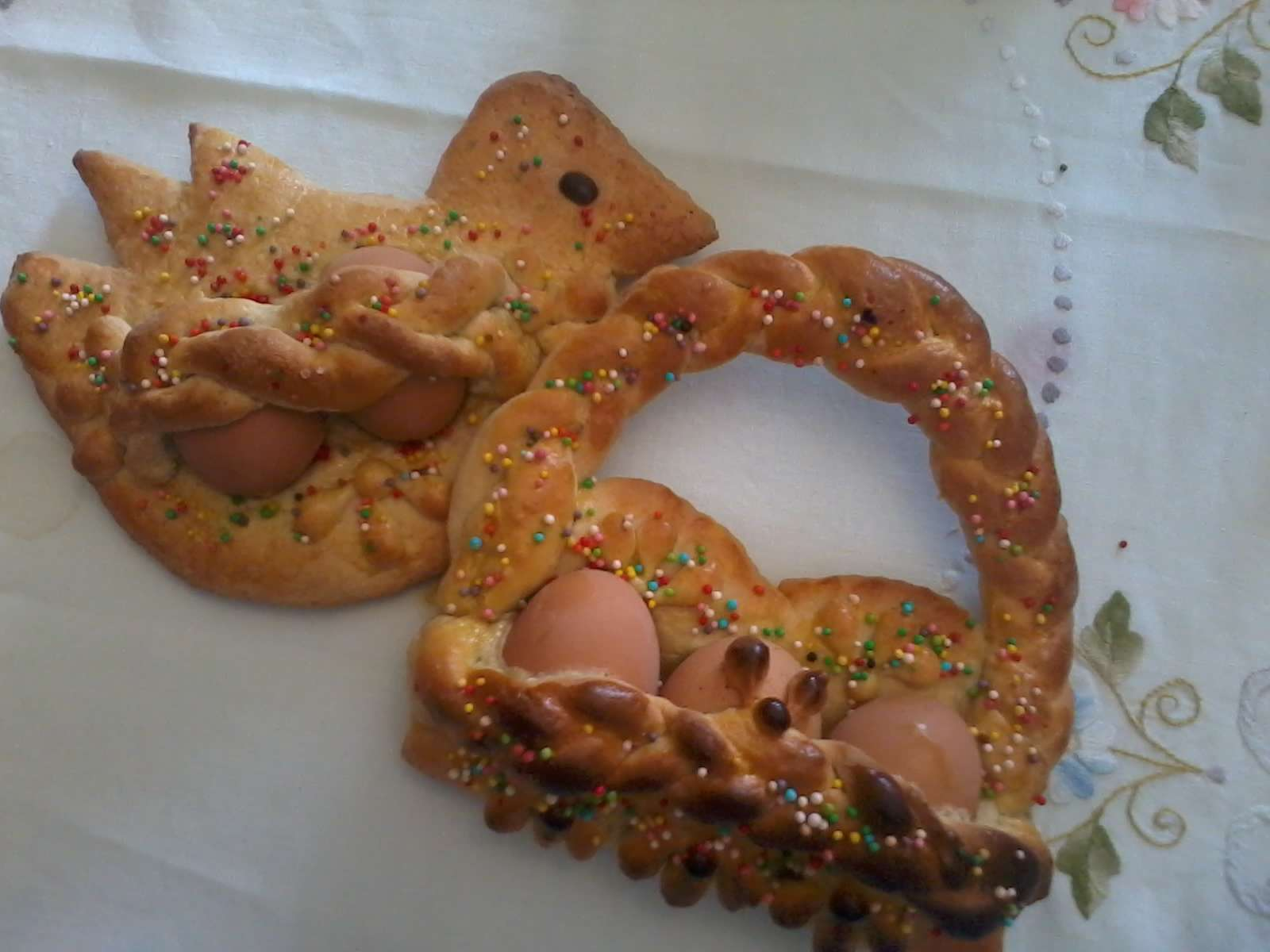
Cuddura cull'ova

La cuḍḍura 'ccu l'ova (in italiano "cuddura con le uova") è un dolce pasquale (consumato in particolare a Pasquetta) a base di farina tipico dell'Italia meridionale e soprattutto della Calabria e Sicilia; è un biscotto decorativo con un uovo sodo al centro cotto al forno, detta anche pani cu l'ovu ("pane con l'uovo") nel palermitano, aceḍḍu 'ccu l'ova ("uccello con le uova") a Catania, o cìciuliu nell'ennese; esso ha un corrispondente nei dolci pasquali ortodossi, caratterizzati da un pandolce su cui è adagiato un uovo cotto al forno; è di antica origine e legato all'uso dell'uovo durante i riti pasquali, tramandato dalla tradizione contadina e considerato per molto tempo il dolce pasquale dei poveri, poi rivalutato per la sua facile realizzazione e per le possibili varianti realizzabili (una ricetta molto simile era preparata dalle ragazze per i fidanzati, a dimostrazione del loro amore, sagomandola a forma di cuore).

#### Pupi cu l'ova
I pupi cu l'ova sono pani dolci tipici di Nicosia, simili alla cuḍḍura cu l'ova ma a forma di bambolotti.

#### Palummeḍḍi
Una variante, senza uova sode e a forma di colombe, galli o piccoli rombi è tipica dei monti Iblei.

#### Cuḍḍireḍḍa
La cuḍḍireḍḍa è un dolce fritto tipico siciliano dalla forma a coroncina prodotto quasi esclusivamente a Delia, durante il periodo di Carnevale (oggi anche in altri periodi dell'anno).

#### Cuḍḍureḍḍi
I cuḍḍureḍḍi sono anellini di pane azzimo, originari di Cammarata, tipici della festa di San Biagio (3 febbraio).

#### Cuḍḍureḍḍu

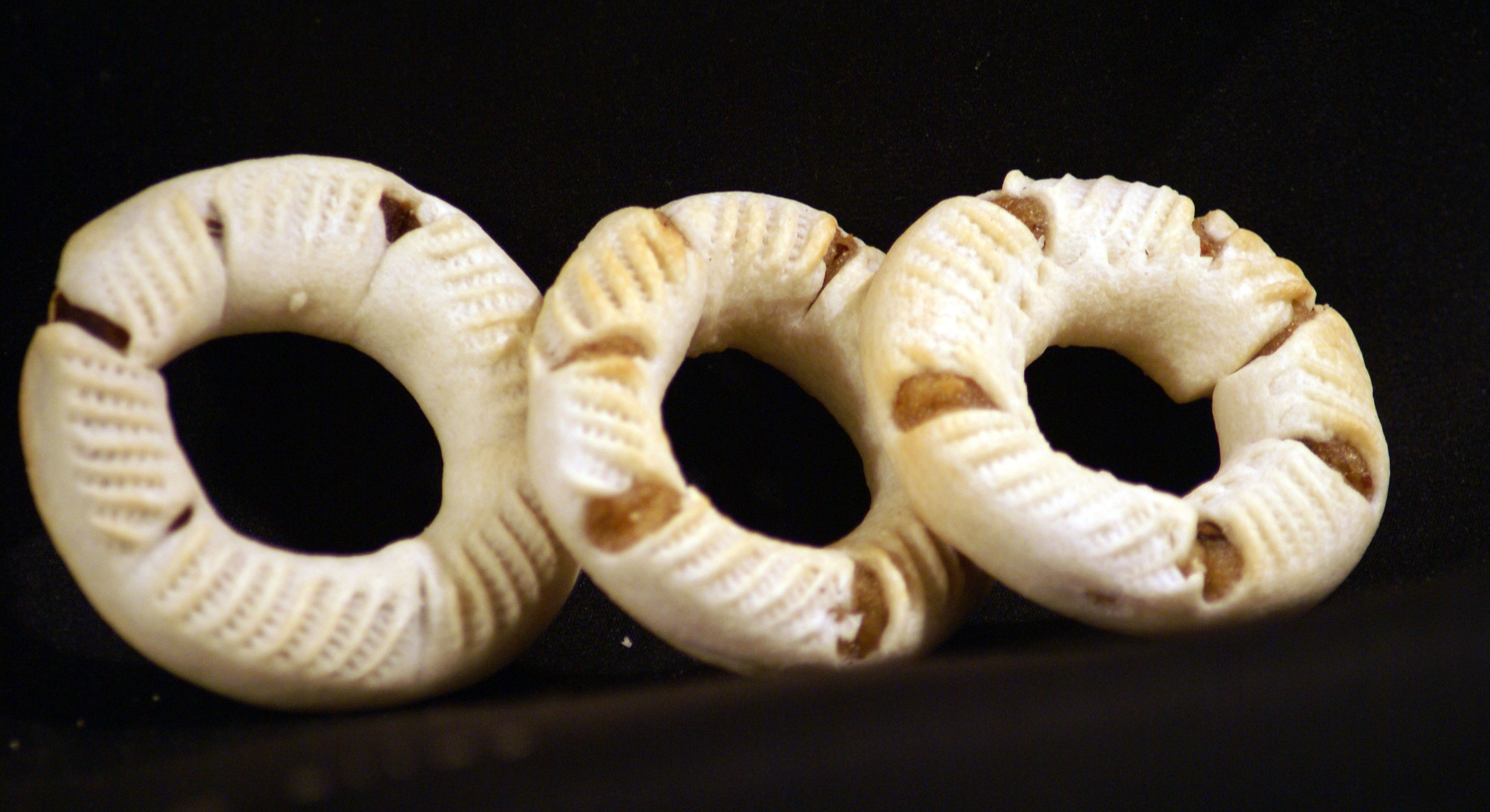
Cuddureddi natalizi dolci

Il cuḍḍureḍḍu è un dolcetto natalizio prodotto in particolare a Caltagirone che consiste in piccole ciambelle di biscotto farcite di fichi secchi e mandorle, legato al detto nun ci à' prumèttiri voti ê santi e mancu cuḍḍureḍḍi ê picciriḍḍi ("non devi promettere voti ai santi e nemmeno ciambelline ai bambini"), per sottintendere l'impossibilità di mantenere le promesse.

#### Cuḍḍura di San Paulu
A cuḍḍura di San Paulu è un pane votivo di semola di grano duro a forma di grossa ciambella che si prepara a Palazzolo Acreide in occasione del 29 giugno.

#### Cuḍḍuruni (o cuḍḍiruni)
In provincia di Catania il cuḍḍuruni è una focaccia sottile come una pizza, cosparsa d'olio e con tanti incavi procurati dalla pressione delle dita, spesso riempiti ognuno con un'oliva nera o uno spicchio d'aglio o pezzetti di cipolla.
In provincia di Siracusa, più precisamente nei comuni di Lentini, Carlentini e Melilli la presenza del cuḍḍuruni, una focaccia imbottita di cipolle, pomodoro, patate, filetti di acciughe salate, pecorino grattugiato e origano, che costituisce un'antica tradizione culinaria.
Sempre in provincia di Siracusa, a Ferla, si ha una variante dolce del cuḍḍuruni che si fa impastando la pasta del pane. Quando questa è lievitata si spiana in dischi di circa mezzo centimetro di altezza e circa 20 cm di diametro che vengono fritti in olio e poi conditi con una spolverata di zucchero.
Il cuḍḍuruni (salato) è presente anche nel nisseno e nell'agrigentino, nonché a Ciminna, a Lercara Friddi e in altri paesi limitrofi della provincia di Palermo.

### Calabria
Con il termine cuddhura in Calabria si intende generalmente un prodotto da forno, in alcuni casi simile al pane, in altri casi con un impasto dolce. Si tratta in entrambi i casi di un preparato a forma di piccole ciambelle di varie forme. È considerato il tipico dolce pasquale, chiamato con vari nomi in molti paesi della Calabria: cuddhura, o sguta, o cuzzupa, o cuculu, o vuta o pizzatola. In genere sull'impasto, prima della cottura al forno, vengono posizionate una o più uova sode, tipiche della tradizione pasquale.
In Calabria sono diffuse la cuddhura col lardo e i reggini cuddhuraci o 'nguti mentre a Cosenza troviamo i cuddrurieddri con patate. Le denominazioni cuddhuraci e 'nguti sono inserite nell'elenco dei prodotti agroalimentari tradizionali (P.A.T.) stilato dal ministero delle politiche agricole e forestali (Mipaaf).

#### Cuḍḍuraci
Con cuḍḍuraci s'intende un dolce pasquale tipico dell'area grecanica (Melito Porto Salvo, Condofuri, Bova).

#### Sguta
La sguta è un dolce che si consuma nel periodo pasquale e in particolare il lunedì dell'Angelo in un territorio piuttosto vasto (Bianco, Bovalino, Sant'Agata del Bianco, Caraffa del Bianco, Casignana, Portigliola, Ciminà, Careri, Platì, Ardore, Locri, Gerace, Antonimina, Agnana Calabra, Canolo, Siderno, Gioiosa Jonica, Roccella Jonica, Martone, San Giovanni di Gerace, Mammola, Sant'Ilario dello Ionio, Grotteria).

#### Cuzzupa
La cuzzupa è un dolce pasquale tipico della provincia di Catanzaro, ma si trova anche altrove.

#### Cuddrurieddru
Il cuddrurieddru è un tipico prodotto culinario natalizio del cosentino, tradizionalmente preparato in casa e parte del menu tipico dei cosentini la sera del 7 dicembre, vigilia dell'Immacolata Concezione.
Consiste in un impasto a base di farina, patate lesse, sale, lievito naturale. All'impasto, dopo la lievitazione, che con il procedimento classico dura intorno alle 2-3 ore, viene solitamente data la forma di ciambella, ma può anche essere farcito con alici salate, con rosa marina (sardella calabrese), con provola, caciocavallo, pomodori secchi, con olive schiacciate e salate o con miele. La cottura non avviene in forno ma mediante frittura in abbondante olio bollente.
La pronuncia "cuddrurieddru" è tipica della città di Cosenza e di alcuni comuni dell'hinterland, in particolare quelli ad ovest della città, nella zona delle serre cosentine. L'esatta pronuncia di questo termine, per la doppia "ddru" presente, pronunciata in modo simile all'inglese "drug", è particolarmente complessa anche per gli altri calabresi.
In altri comuni della provincia i cuddrurieddri sono chiamati cullurialli o anche cullurielli. Lungo la fascia ionica della provincia cosentina, e in particolare nel comune di Cassano allo Jonio, vengono chiamati vissijnièddri o vissiniddi, oppure ancora grispedde, o anche vecchijareddre. La preparazione è chiamata in altre province della Calabria con nomi diversi, ma con preparazione pressoché analoga (cambia solo in alcuni casi il rapporto tra la quantità di patate e di farina). Alcuni dei nomi assunti sono: grispelle, nacatole, zippuli, fritti, oppure in dialettale chiamate grispeddri. Nel Vibonese gli stessi vengono chiamati cururicchi, curujicchi o curijicchi.

### Puglia
Un pane pasquale simile è preparato anche in Salento col nome di cuddhura (anche in questo caso esistono molte varianti del nome).

### Basilicata
In Basilicata la cuḍḍura è diffusa principalmente a Matera con il nome di pannareḍḍ e rispecchia le sue caratteristiche nella cuddura salentina.

### Sardegna
Una preparazione simile si ritrova anche in Sardegna col nome di coccoi a pitzus (coccoi cun s'ou a Pasqua).